# Vibilia laticaudata
Vibilia laticaudata är en kräftdjursart som beskrevs av Wolfgang Zeidler 2003. Vibilia laticaudata ingår i släktet Vibilia och familjen Vibiliidae. Inga underarter finns listade i Catalogue of Life.